# Conservatorio (métro de Madrid)
Conservatorio est une station de la ligne 12 du métro de Madrid. Elle est située sous l'avenue des Arcas del agua, à Getafe, dans la communauté de Madrid.

## Situation sur le réseau

Plan du réseau.

Établie en souterrain, Conservatorio est une station de passage de la ligne 12 du métro de Madrid. Elle se situe entre Alonso de Mendoza et Arroyo Culebro dans le sens horaire de circulation. Elle dispose des deux voies de la ligne encadrées par deux quais latéraux. 

## Histoire
La station est inaugurée le 11 avril 2003, à l'occasion de la mise en service de la ligne.

## Services aux voyageurs

### Accès et accueil
La station possède un accès via un édicule équipé d'escaliers mécaniques et d'un ascenseur situé au niveau du no 9 de l'avenue des Arcas del agua.
Elle est équipée de guichets automatiques pour permettre l'achat des titres de transports et de portillons d'accès automatiques pour rejoindre le quai.
La station est ouverte de 6 h à 1 h 30.

### Desserte
Conservatorio est desservie par les trains de la ligne 12 du métro de Madrid, qui forme une boucle.
Le premier train passe à 6 h 9 dans le sens horaire, au départ de Getafe Central, et à 6 h 9 dans le sens anti-horaire, au départ de Parque de los Estados. Les derniers trains passent à 2 h 5 dans le sens horaire avec un terminus à Parque de los Estados et à 2 h 2 dans le sens anti-horaire avec un terminus à Juan de la Cierva. Le dernier train qui permet de prendre la correspondance avec la ligne 10 à Puerta del Sur passe à 1 h 2,.

Installations
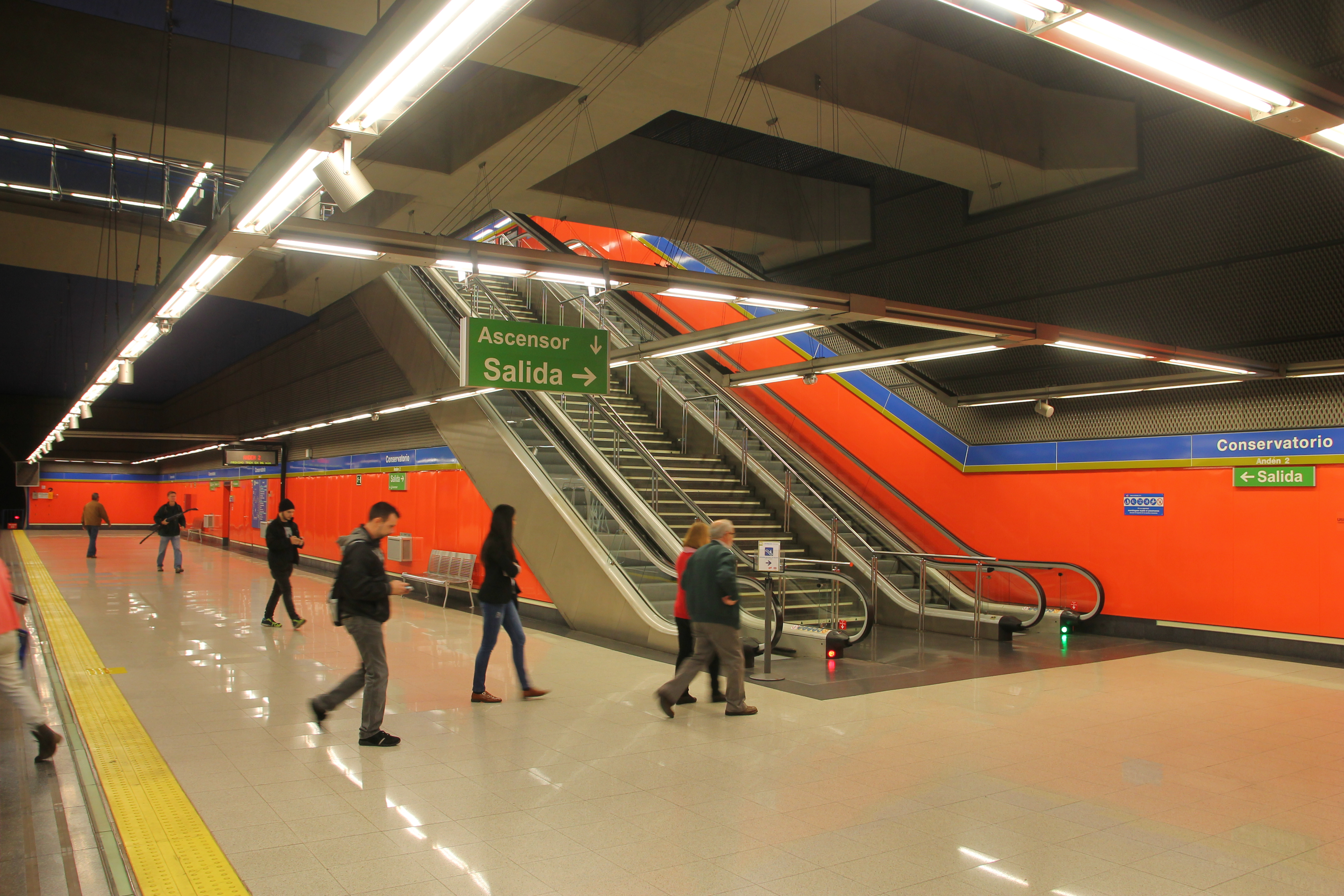
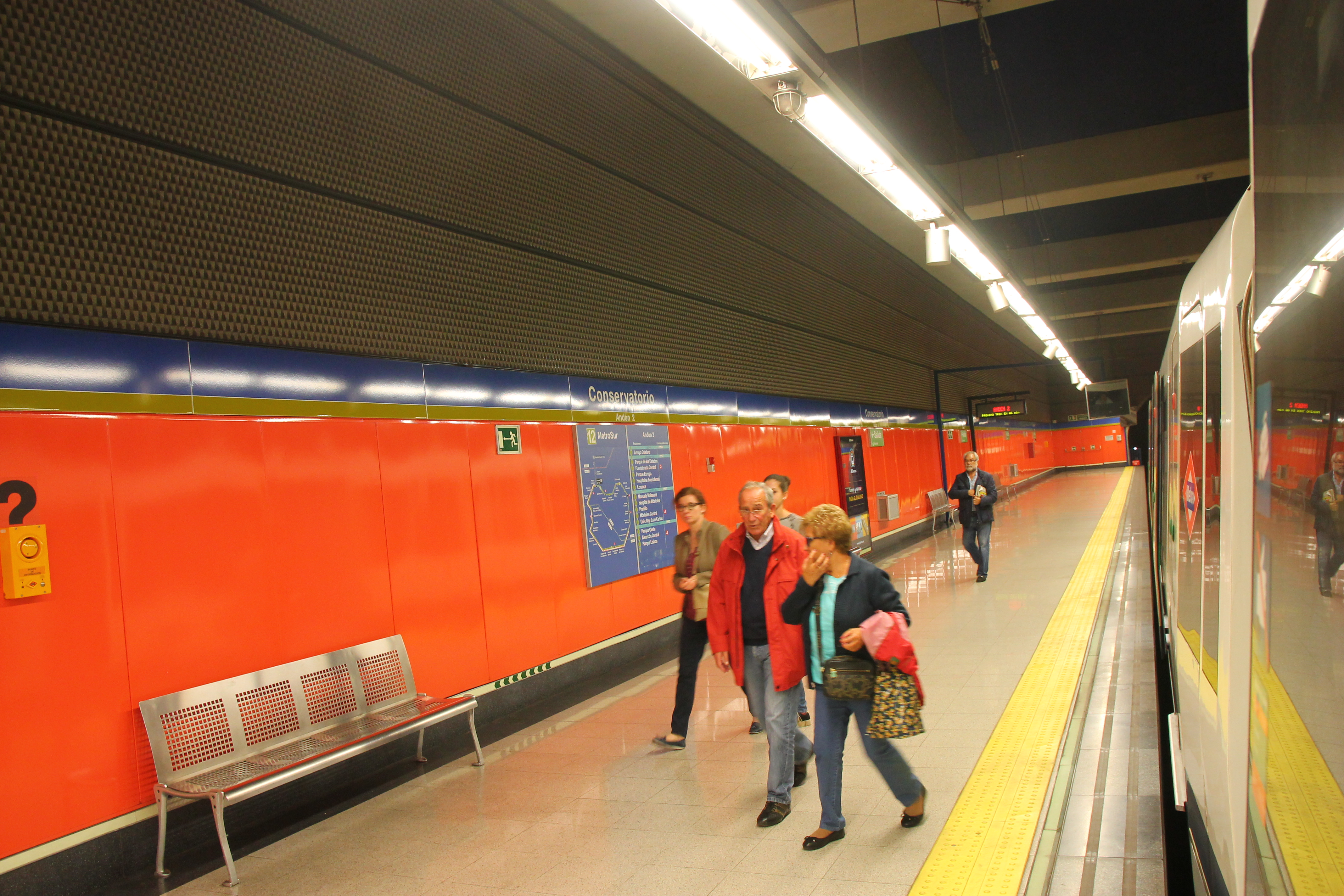

## À proximité
Conservatorio permet d'accéder au complexe sportif Cerro-Buenavista et au conservatoire de musique.